# Novi (Michigan)
Novi é uma cidade localizada no estado americano de Michigan, no Condado de Oakland.

## Demografia
Segundo o censo americano de 2000, a sua população era de 47.386 habitantes.
Em 2006, foi estimada uma população de 54.105, um aumento de 6719 (14.2%).

## Geografia
De acordo com o United States Census Bureau tem uma área de 81,1 km², dos quais 78,9 km² cobertos por terra e 2,2 km² cobertos por água.

## Localidades na vizinhança
O diagrama seguinte representa as localidades num raio de 12 km ao redor de Novi.